# Eldagsen (Springe)

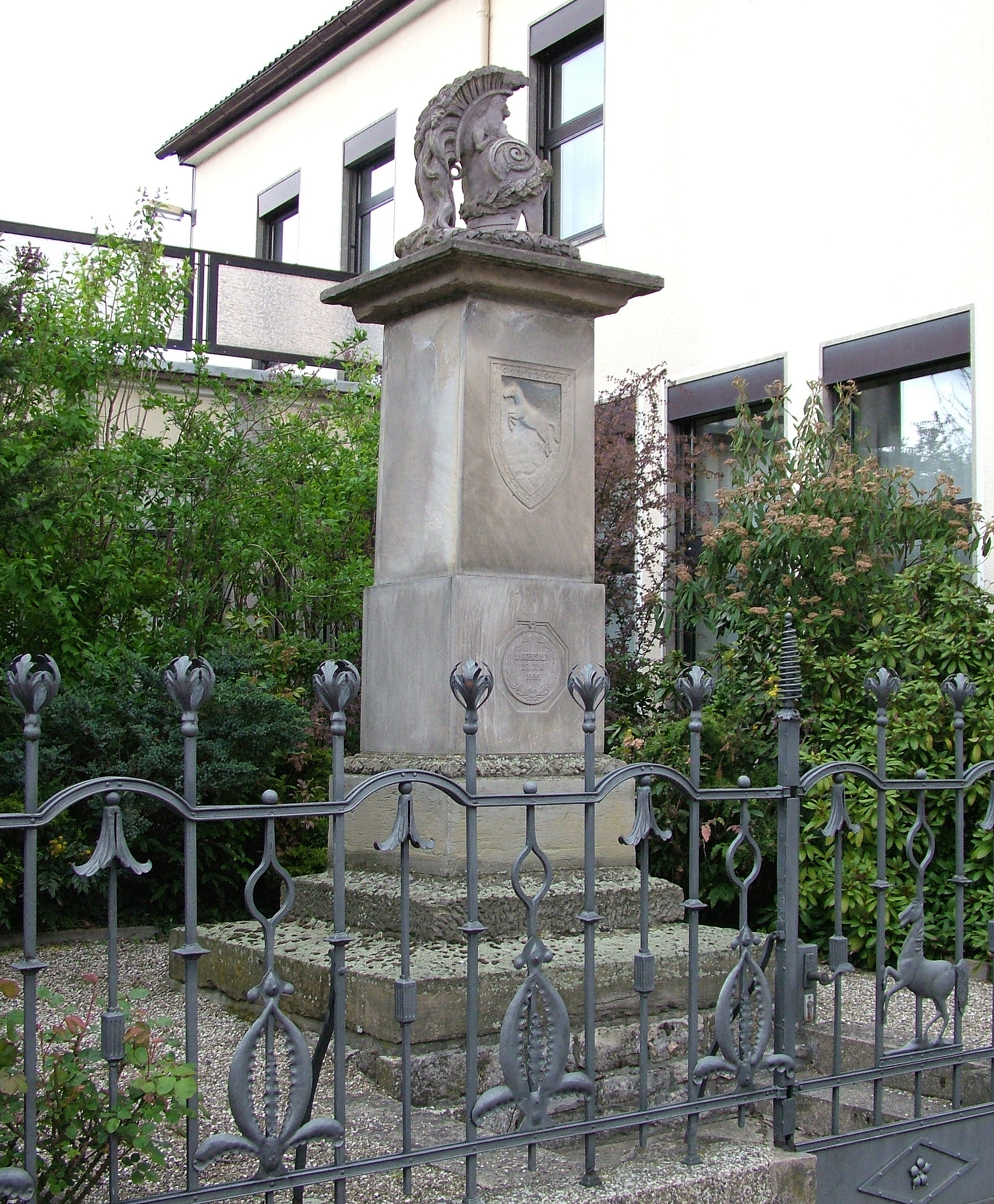
Denkmal zur Erinnerung an die Schlacht bei Langensalza

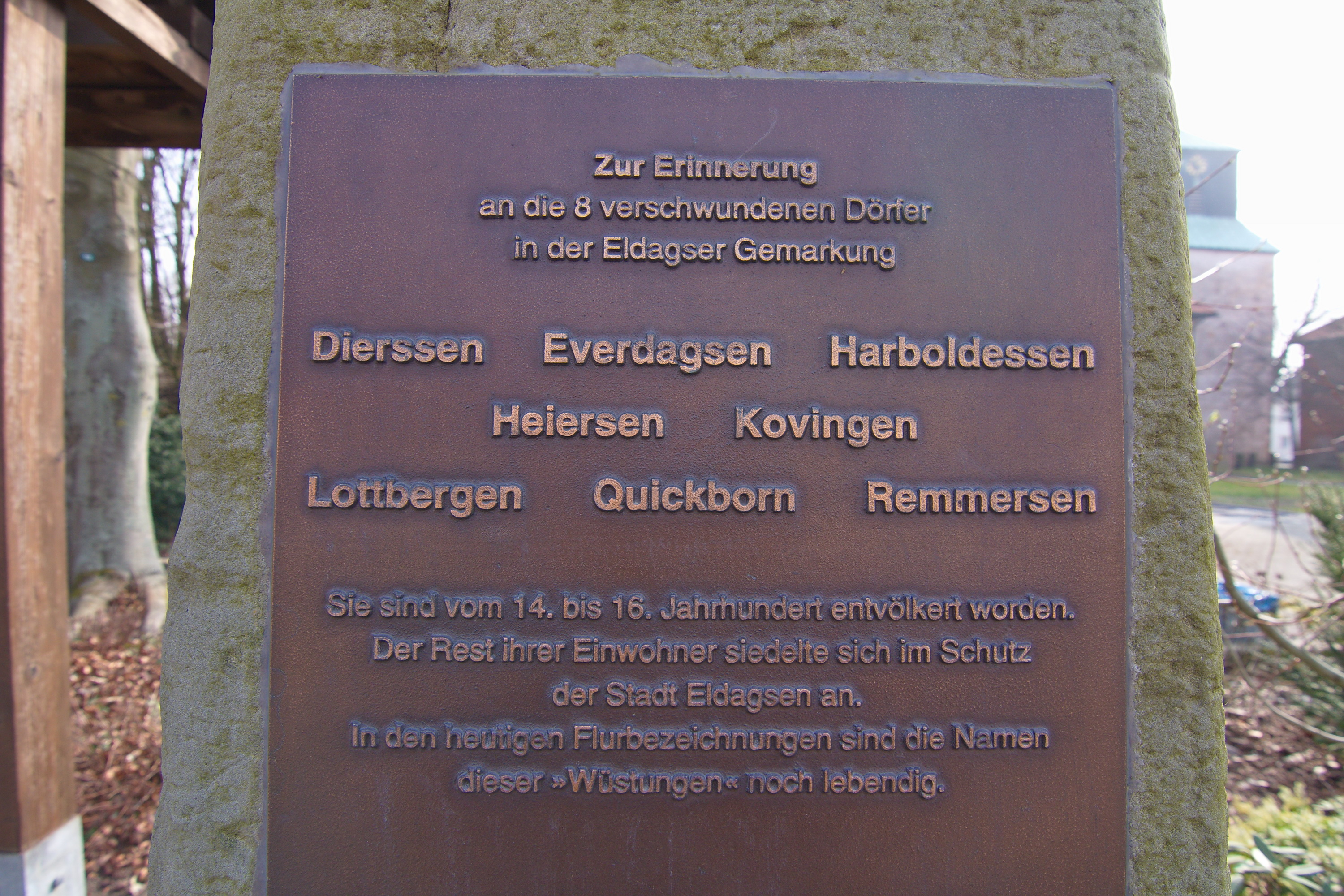
Erinnerung an die Wüstungen bei Eldagsen

Eldagsen ist ein Stadtteil der Stadt Springe in Niedersachsen. Bis zur Eingemeindung 1974 besaß der Ort eigene Stadtrechte.

## Geografie
Nordöstlich von Eldagsen befindet sich der Abraham. Östlich liegen Hallerburg und Alferde, südlich Holtensen, im Westen der Saupark. Der Ort liegt in der historischen Landschaft des Calenberger Landes und innerhalb der Calenberger Lössbörde mit fruchtbaren Ackerböden.

## Geschichte
Eldagsen wird schon 775 erwähnt, als Karl der Große eine hölzerne Kirche in Eildagessen errichten ließ. 866 wird der Ort in den Corveyer Traditionen als Ealdeshusen bezeichnet. Eldagsen gehörte historisch zum Gau Guddingen. Eldagsen erhielt im 13. Jahrhundert von Ludolf II. von Hallermund das Stadtrecht und war von einer Stadtmauer mit zwei Toren umgeben.
Unter anderem beliehen die Grafen von Hallermund die Familien von Jeinsen, von Stemmen und von Wedemeyer mit Burgmannshöfen in Eldagsen. So umfasste etwa das später so genannte von Jeinsensche Gut das nordöstliche Viertel innerhalb der Stadtbefestigung Eldagsen.
Eine Stadtburg in Eldagsen erscheint erstmals 1320 in der historischen Überlieferung, als sie durch das Herzogtum Braunschweig-Lüneburg an die Herren von Salder als Lehen vergeben wurde. 1349 waren die Grafen von Hallermund die Lehnsnehmer. 1355 war die Burg an die Herren von Steinberg verpfändet. 1382 wird sie noch einmal anlässlich einer Lehnsvergabe erwähnt, 1419 wird sie aber nur noch als Hof bezeichnet. Offensichtlich war sie in der Zwischenzeit entfestigt worden.
Bis zum 16. Jahrhundert wurden acht benachbarte Dörfer wüst, wobei deren Ackerflächen der Stadt Eldagsen zufielen.
- Dierssen
- Everdagsen
- Harboldessen
- Heiersen
- Kovingen
- Lottbergen
- Quickborn
- Remmersen

Der Ort war bekannt für das Schuhmacherhandwerk, Senf und Honigkuchen. Das älteste Haus steht an der Marktstraße, es ist eines von zwei Häusern, die den großen Stadtbrand von 1626 überstanden haben.

### Hexenprozesse
Im Zusammenhang mit dem Hexenprozess gegen Sidonie von Sachsen veranlasste Herzog Erich II. die Stadt Eldagsen zu Untersuchungen in Hexenprozessen, weil sich neue Teufelskünste dort ereignet hätten. In diesen Hexenprozessen wurden zunächst einfache Menschen aus der Bevölkerung angeklagt, doch weiteten sich die Verfahren später aus gegen Frauen aus adligen Familien.
Später entschloss sich der Herzog, die Prozesse an sich zu ziehen und die angeschuldigten Personen nach Neustadt zu schaffen.
In den Hexenverfolgungen in Eldagsen wurden mehrere Personen angeklagt und 1572 hingerichtet: Annecke Lange, ihr Mann Hans Lange und Gretke Oelsin. Die Prozesse wurden in der Hexenverfolgung in Neustadt am Rübenberge fortgeführt.

### Katastrophen
Über die Katastrophen, die Eldagsen im Laufe der Geschichte heimgesucht haben, berichtet 1773 das Magazin für die neue Historie und Geographie:

„Die Stadt hat auch bereits vorhin mehrfach Brandschaden erlitten, als 1469. 1508, 1552 da sie in der damaligen 2ten stiftschen Fehde durch die von Hildesheim bis auf das Pfarrhaus ganz ausgebrandt, desgl. 1553. da die Feinde bey der Nacht in Herzog Heinrichs Volk in Eldagsen gefallen, geplündert, und 8 Häuser und etliche Scheunen abgebrandt haben. Die erwähnte gänzliche Einäscherung ist bey dem Tyllischen Einfall 1626. den 10. Jun. geschehen, da Eldagsen durch einen kayserl. Obristen Namens Plankhart an vier Ecken in Brand gestecket, und sammt dem Rathhause, Kirchen und Thurm gänzlich ausgebrandt worden. Damals sind nur in der niedern Vorstadt noch einige Häuser stehen geblieben, wie dieses alles die vorangeführte alte Beschreibung von 1653. ingleichen der vom Burgermeister Baring 1715. gleichfalls an Königl. Regierung eingesandte Bericht weitläuftiger berichtet, letzterer berühret, was sonst auch bekannt ist, daß nemlich 1666. die so genannte Ebern=Strasse bey einem Donnerwetter vom Blitz entzündet worden, und abgebrandt, 1676. in dieser Gasse abermals Feuer entstanden, und zwey ganze Gassen aufs neue abgebrannt; auch 1684. den 14. April die untere Vorstadt bis aus zwey Häuser völlig in die Asche gefallen seyn.“

„Noch schrecklicher war die Feuersbrunst im Jahr 1742. den 18. May da die Hälfte der Stadt, und zwar der obere Theil derselben, sammt der Vorstadt, überhaupt 106. Wohnhäuser, ohne Scheuren, Ställe und Nebengebäude, innerhalb zwey Stunden eingeäschert ward.“

„Der neue Bau ist durch eine von hoher Königl. Regierung angeordnete Commission wieder angelegt, und eingerichtet.“

Im Ortskern erinnert ein Gedenkstein an die Schlacht bei Langensalza am 27. Juni 1866 während des Deutschen Krieges. An der Schlacht, in der sich das Königreich Hannover gegen die Preußen verteidigte, waren auch Soldaten aus Eldagsen eingesetzt.

### Verlust der Stadtrechte
Eldagsen verfügte über keine direkte Bahnanbindung und verlor daher mit der aufkommenden Industrialisierung im 19. Jahrhundert an Bedeutung. Bei der Gebiets- und Verwaltungsreform wurde es am 1. März 1974 der Stadt Springe zugeordnet und verlor als einzige Stadt in der Region seine Stadtrechte. Nach Protesten der Eldagser Bevölkerung erhielt der Stadtteil seine städtischen Namensrechte zurück und trägt seither die Bezeichnung „Stadt Eldagsen, Stadtteil der Stadt Springe“.

## Politik

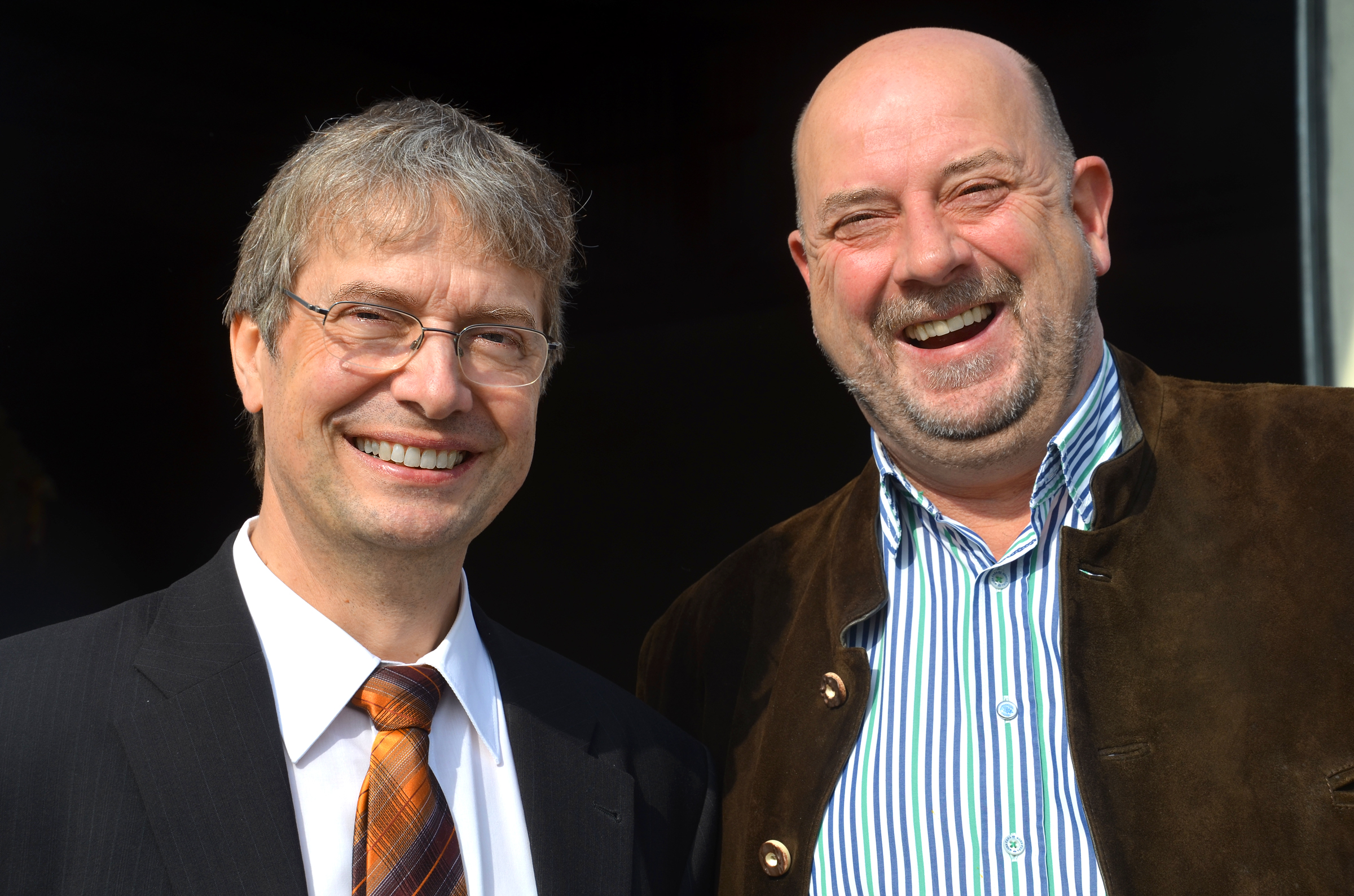
Pastor Gerhard Flade (links) mit dem damaligen Ortsbürgermeister Ralf Burmeister, 2015

Eldagsen hat einen elfköpfigen gemeinsamen Ortsrat mit Mittelrode.
Ortsbürgermeister ist Karl-Heinrich Rohlf (CDU).

## Kultur und Sehenswürdigkeiten

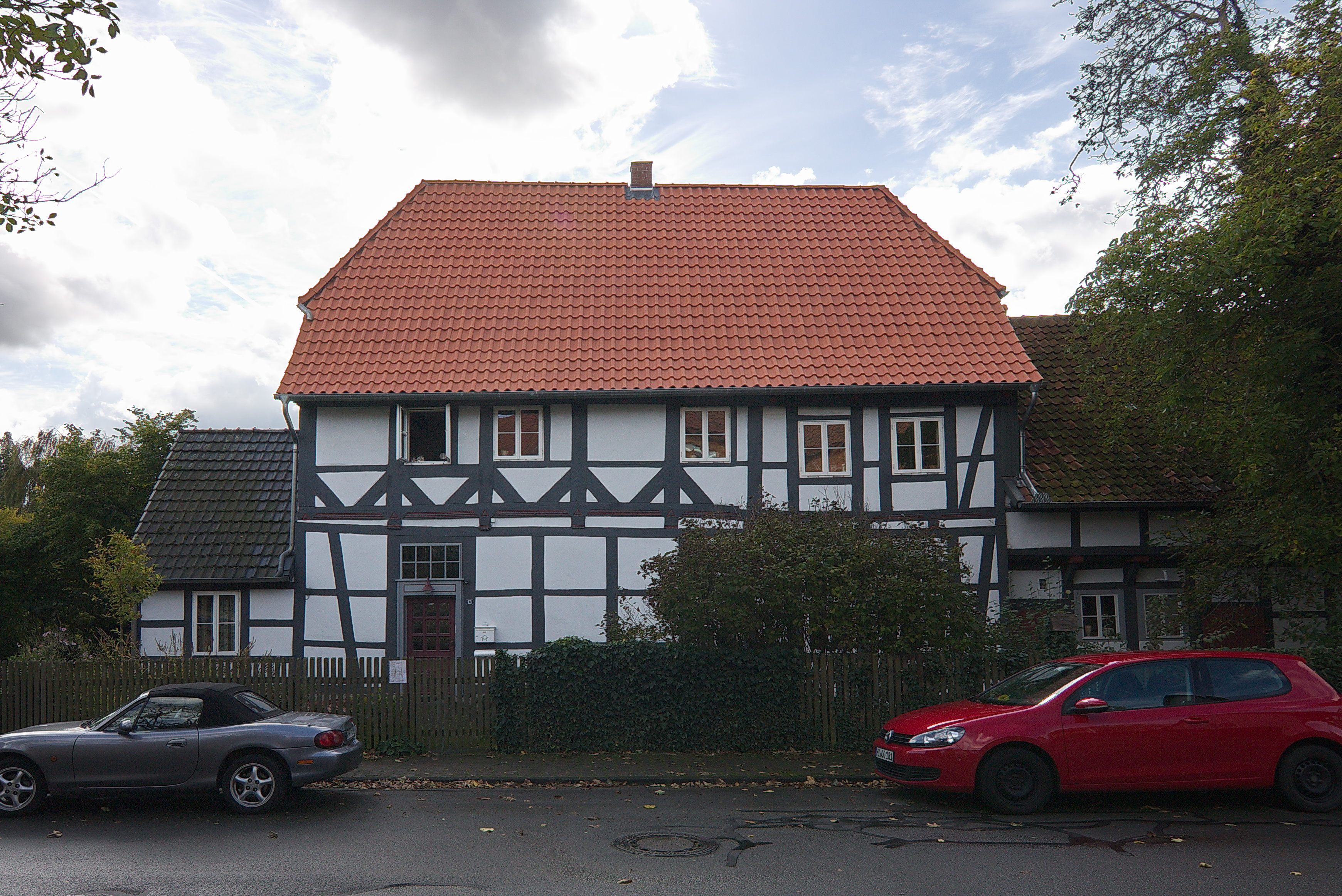
Die Unterpfarre soll das älteste Gebäude Eldagsens sein

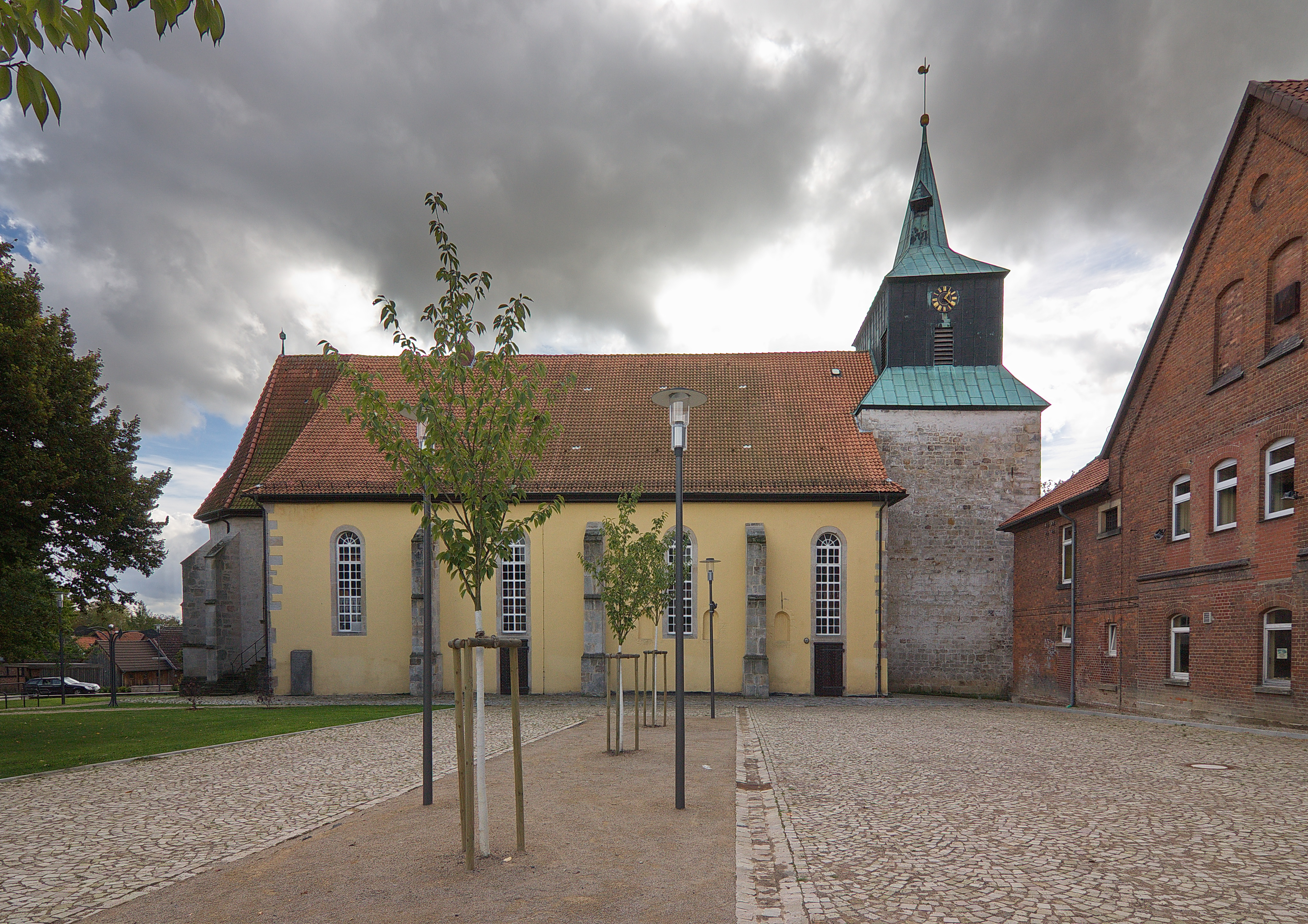
Evangelische Kirche St. Alexandri

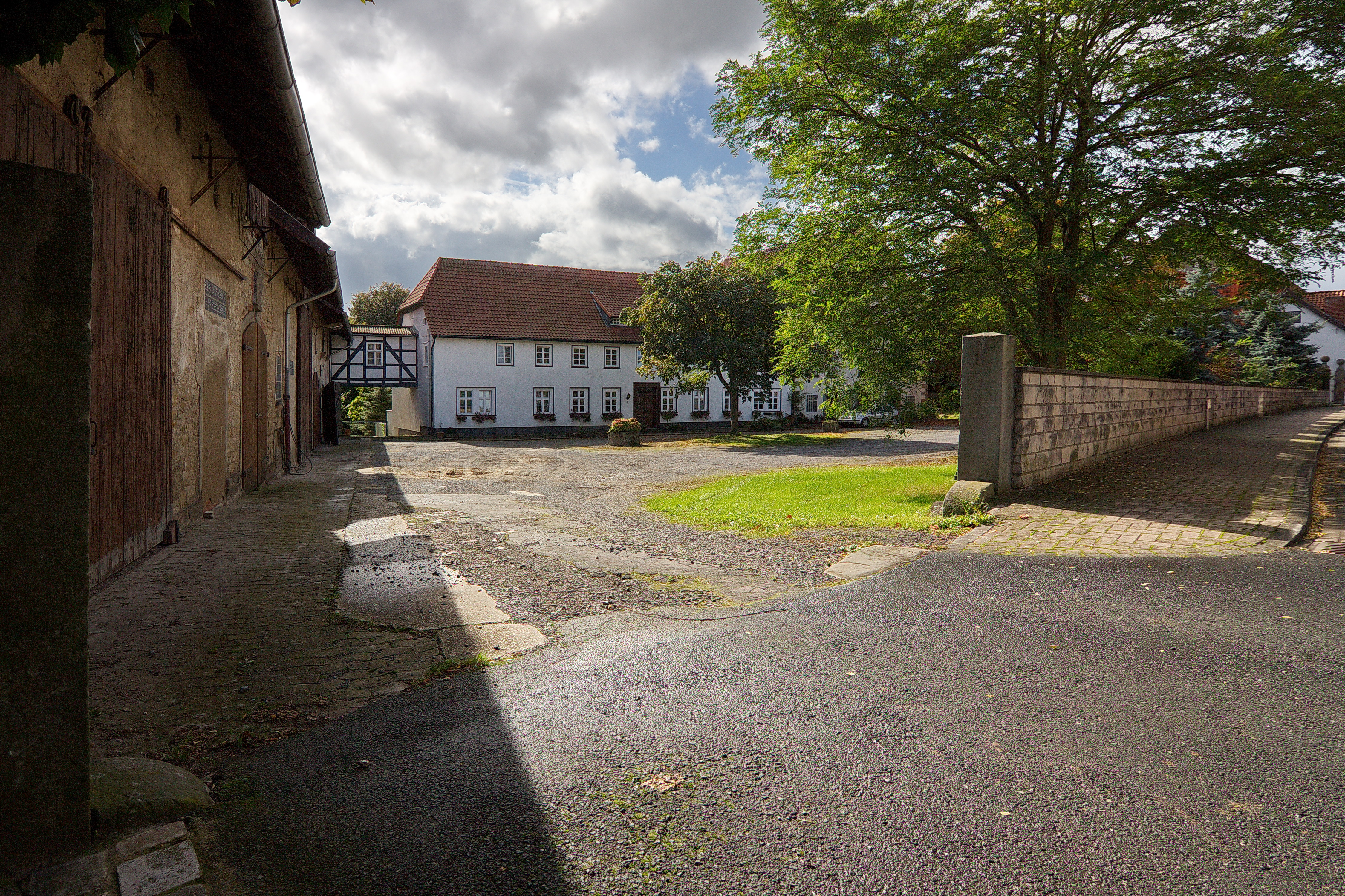
Paterhof Am Wöhlbach 1–3

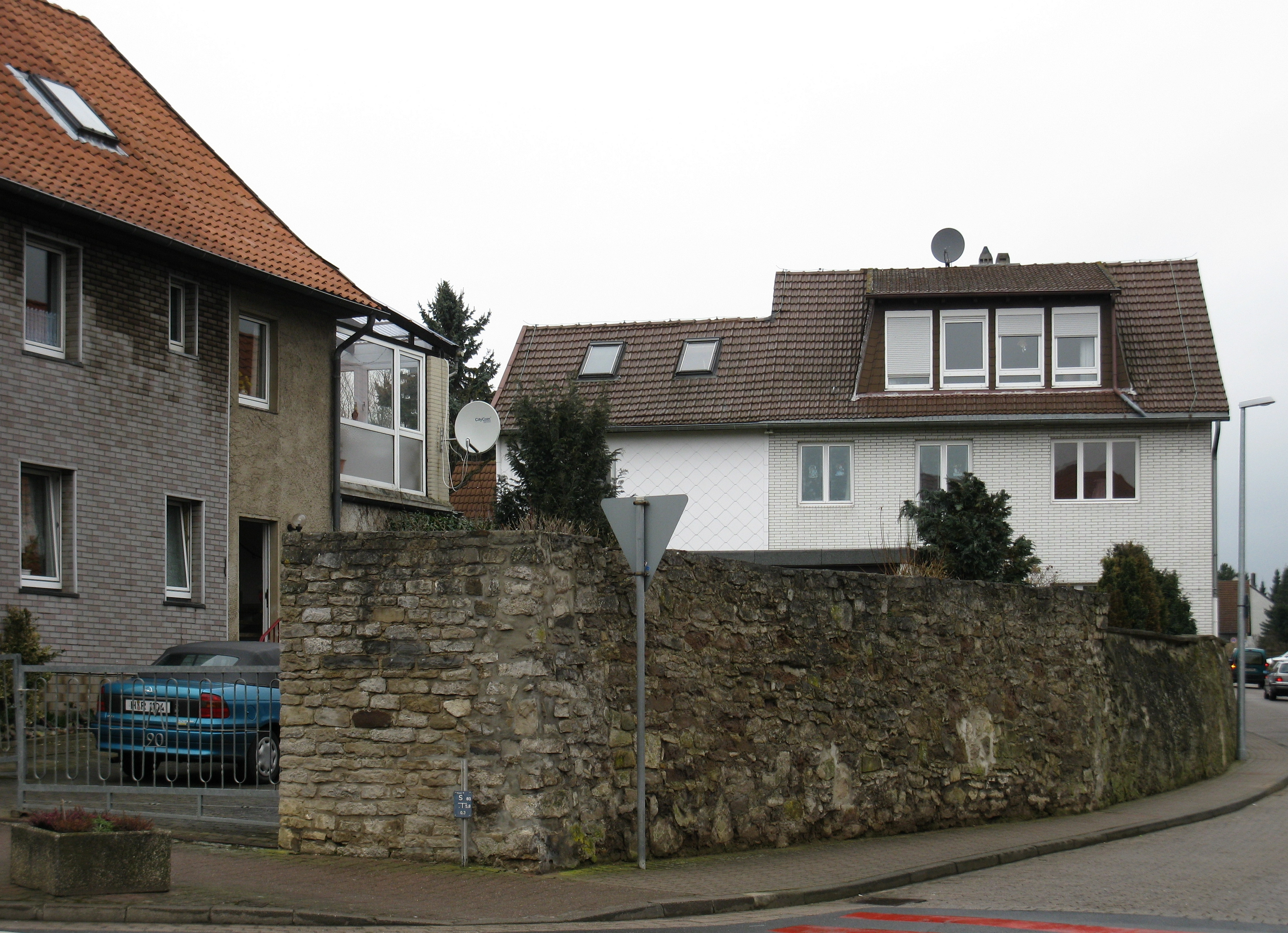
Rest der Stadtmauer

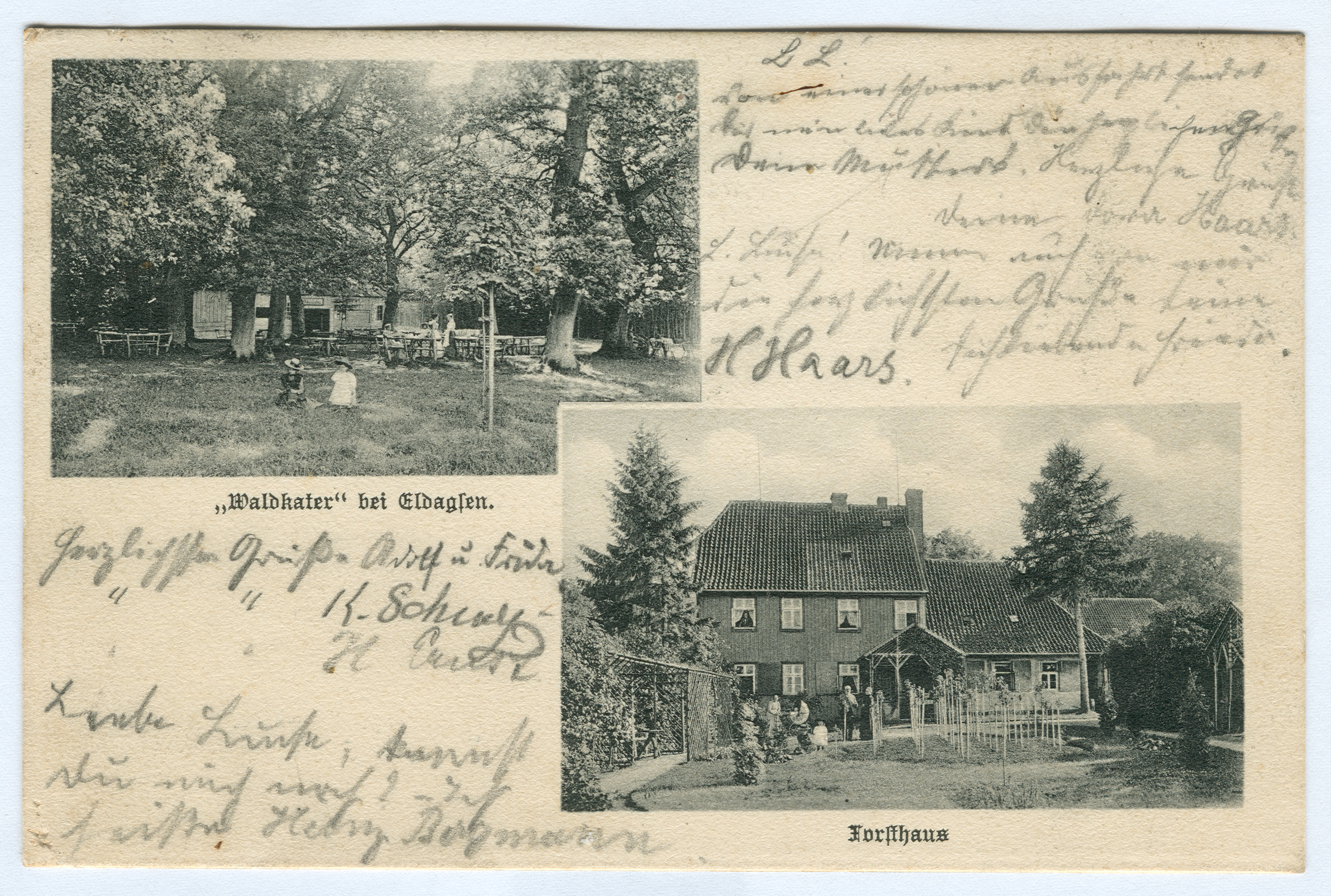
Um 1900 bei Eldagsen: Waldkater und Forsthaus; Foto-Ansichtskarte von Karl Friedrich Wunder

Die Altstadt von Eldagsen wird auch heute noch von zwei Bächen – dem Gehlenbach im Norden und dem Wöhlbach im Süden – umflossen und von der fast schnurgeraden „Langen Straße“ durchquert. Dadurch bekommt man eine Vorstellung von der Größe Eldagsens im Mittelalter. Die Stadt liegt in einem abschüssigen, leicht hügeligen Gebiet: Nördlich der Langen Straße befindet sich die „Oberstadt“, südlich davon die „Unterstadt“. Durch beide Stadtteile führt seit 2008 ein historischer Rundweg, an dem die historischen Gebäude und Plätze mit Plaketten markiert und erklärt sind.
Typisch für Eldagsen sind die giebelständigen Fachwerkhäuser, von denen sich einige besonders gut erhaltene in der Unterstadt an der Marktstraße und an der Straße Am Wöhlbach finden. Zu ihnen zählt auch das Untere Pfarrhaus, welches möglicherweise das älteste noch erhaltene Haus in Eldagsen ist.
Am Marktplatz ist die im 12. Jahrhundert gegründete evangelische Kirche St. Alexandri sehenswert, deren Westturm noch aus der Zeit der Romanik und deren Altarschrein aus der Zeit um 1480 stammt. Im Dreißigjährigen Krieg wurde sie stark beschädigt und daher im 18. Jahrhundert neu aufgebaut. Die katholische Kirche Allerheiligen befindet sich in der Oberstadt, sie wurde 1959 von Josef Fehlig erbaut und gehört heute zur Pfarrgemeinde Christ König in Springe. Nicht weit von ihr erinnert an der Wallstraße ein Mühlstein an die bis 1964 an dieser Stelle betriebene Senfmühle.
Der Paterhof gehörte wahrscheinlich zum Kloster Marienrode in Neuhof/Hildesheimer Wald/Marienrode bei Hildesheim. Im Dreißigjährigen Krieg wurde das Gut zerstört. Das Wohnhaus wurde in der ersten Hälfte des 18. Jahrhunderts erbaut, die anderen Gebäude entstanden im 19. Jahrhundert.
Eldagsen war in der Vergangenheit ebenfalls neben dem Senf- auch für das Honigkuchenhandwerk bekannt. Als Erinnerung an diese beiden Traditionen existiert seit dem Jahr 2000 das jährlich stattfindende Honigkuchen-Senf-Fest. Dieses lockt jährlich Tausende von Menschen nach Eldagsen.
Im östlichen Teil der Langen Straße ist an der Triftstraße noch ein Stück der alten Stadtmauer erhalten, hier befanden sich früher das „Untere Stadttor“ sowie zwei weitere Mühlen, die Lindenberg- und die Sollesmühle. Gegenüber ist das Gebäude einer 1880 gegründeten und bis 1951 betriebenen Honig- und Lebkuchenfabrik beachtenswert.

### Vereine
Eldagsen ist vor allem durch sein Schützenfest, das „Eldagser Freischießen“, bekannt. Die Tradition dieser Veranstaltung geht zurück bis zum Dreißigjährigen Krieg.
Im Ort bildeten sich vier Schützenvereine. Ältester Verein ist das „Eldagser Jägercorps von 1845 e. V.“ mit den „Jäger-Jungschützen von 1927“ und einer in die Jungschützen eingegliederten Schülergruppe. Weitere ortsansässige Schützenvereine sind die „Schützengilde Eldagsen“, der „Damen-Schießclub Eldagsen“ und die „Schießsportgemeinschaft Eldagsen von 1999“ (SSG Eldagsen). In der SSG Eldagsen sind die aktiven Sportschützen des Jägercorps und des Damenschießclubs zusammengefasst, da das Jägercorps wie auch der Damenschießclub keine Mitglieder des Kreisschützenverbandes sind.
Eine Besonderheit im Eldagser Vereinsleben ist die Häufung der Chöre im Verhältnis zur Einwohnerzahl. Es gibt folgende 6 Chöre: gemischter Chor (Projektchor des Arbeiterbildungsvereins), Kirchenchor, Männergesangverein, Männerchor des Arbeiterbildungsvereins, Gospelchor und Kinderchor.

### Grünflächen und Naherholung
- Der Steinbruch Holzmühle besteht aus einem ehemaligen Kalksteinbruch sowie einigen seiner Randbereiche und steht seit dem 24. Dezember 1985 unter Naturschutz.

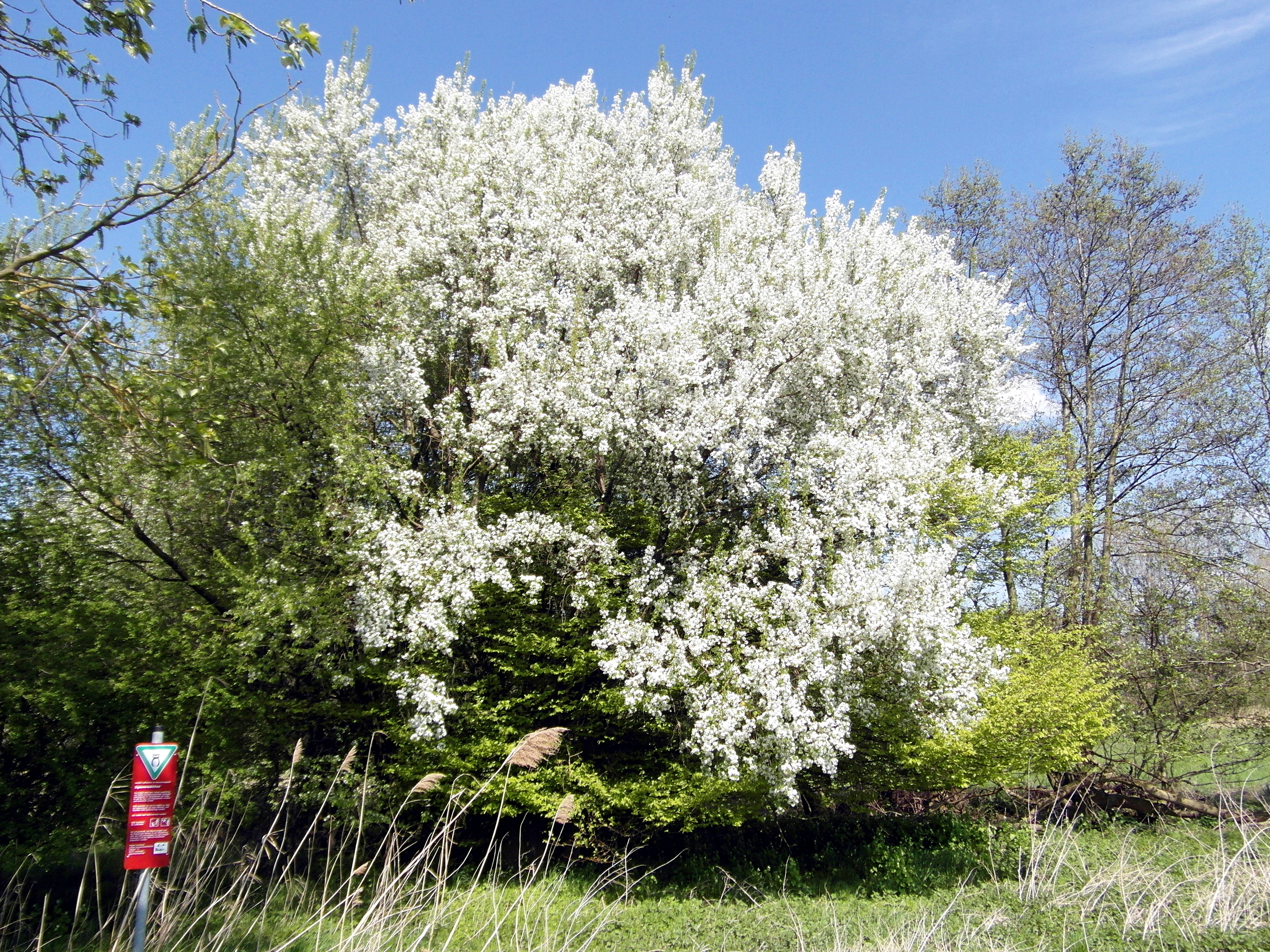
Südwestecke vom Naturschutzgebiet „Zigeunerwäldchen“

- Das Zigeunerwäldchen (offizielle Schreibweise: Ziegeunerwäldchen, z. B. in der Verordnung zum Naturschutzgebiet),[11][12] ist ein Naturschutzgebiet in der niedersächsischen Stadt Springe in der Region Hannover. Das Naturschutzgebiet mit dem Kennzeichen NSG HA 115 ist 15 Hektar groß. Es ist größtenteils vom Landschaftsschutzgebiet „Hallerniederung“ umgeben. Das Gebiet steht seit dem 18. Dezember 1986 unter Naturschutz. Zuständige untere Naturschutzbehörde ist die Region Hannover. Das Naturschutzgebiet liegt zwischen den Springer Stadtteilen Eldagsen und Gestorf am Fuße des Abrahams. Es stellt ein Teilstück der Niederung der Haller, einem Nebenfluss der Leine, unter Schutz. Der größtenteils naturnahe Waldrest ist heute ungenutzt, jedoch noch durch frühere Nutzung beeinflusst. Weiden und ein hoher Anteil an Baumpilzen prägen den Waldbestand, in dem sich recht viel liegendes und stehendes Totholz befindet. Auf sumpfigen Lichtungen wachsen ausgedehnte Röhrichtbestände und Großseggenrieder. Im Westen und Süden sind Grünlandbereiche in das Naturschutzgebiet einbezogen. Das Naturschutzgebiet grenzt größtenteils an ackerbaulich genutzte Flächen. Die Niedersächsische Landgesellschaft erwarb das Naturschutzgebiet Zigeunerwäldchen für einen Flächenpool. Es wurde auf den Verein Biotop-Management-Initiative e. V. übertragen.

## Wirtschaft und Infrastruktur

### Bahnhof Springe-Eldagsen 1872
Mit der S-Bahn ist Eldagsen über den Haltepunkt Völksen/Eldagsen zu erreichen. Er wird von der S-Bahn-Linie S5 nach Hannover  und Hameln bedient.
| Linie | Verlauf | Takt |
| ----- | --- | --- |
| S 5   | Paderborn Hbf – Altenbeken – Steinheim (Westf) – Schieder – Lügde – Bad Pyrmont – Emmerthal – Hameln – Bad Münder (Deister) – Springe – Völksen/Eldagsen – Bennigsen – Holtensen/Linderte – Weetzen – Hannover-Linden/Fischerhof – Hannover Bismarckstraße – Hannover Hbf – Hannover-Nordstadt – Hannover-Ledeburg – Hannover-Vinnhorst – Langenhagen Mitte – Langenhagen Pferdemarkt – Hannover Flughafen Stand: Fahrplanwechsel Juni 2022 | 60 min 30/60 min (Bad Pyrmont–Hameln) 30 min (Hameln–Hannover Hbf werktags) 30 min (Hannover Hbf–Flughafen) |

Von der Bahnstation aus besteht keine Busverbindung nach Eldagsen, jedoch vom Bahnhof Springe und vom Haltepunkt Bennigsen.
An der vom „Eisenbahnkönig“ Bethel Henry Strousberg gebauten Strecke, die 1872 eröffnet wurde, entstand vor den Toren des Nachbarorts Völksen der Bahnhof Eldagsen. Er wurde größtenteils durch Eldagser Gelder finanziert. 1935 wurde er in „Eldagsen-Völksen“ umbenannt und in den 1980er Jahren zum Haltepunkt zurückgebaut. 2006 wurde der Haltepunkt in „Völksen/Eldagsen“ umbenannt.

### Abgelehnte Kleinbahn 1896
Im Jahr 1896 bestand der Plan, eine 22,3 km lange Kleinbahn mit 1,00 m breiter Spur vom Bahnhof Nordstemmen aus über Barnten, Schulenburg, Adensen, Hallerburg, Alferde, Eldagsen und Alvesrode nach Springe zu erstellen, die sowohl dem Personenverkehr wie auch dem Güterverkehr dienen sollte. Die Kleinbahn sollte jährlich 100.000 Fahrgäste und 30.000 Tonnen Güter (unter anderem Zuckerrüben für die Zuckerfabrik Nordstemmen) befördern. Der Straßenraum der Neustadt wurde in Adensen besonders breit angelegt, damit die geplante Kleinbahn neben der Straße entlanggeführt werden konnte. Der Bau der Kleinbahn scheiterte am Einspruch der Stadt Eldagsen und ihrer Landwirte, die keine Eisenbahn in ihrem Stadtgebiet dulden wollten. Auch die Eisenbahntrasse hatte nicht durch das Stadtgebiet von Eldagsen führen dürfen; die Folge war, dass der Bahnhof der damaligen Stadt Eldagsen weit entfernt in Völksen als Bahnhof Völksen-Eldagsen gebaut wurde und die Bahnhofsstraße nach Eldagsen eine der längsten Bahnhofsstraßen von Niedersachsen wurde.

## Persönlichkeiten
Söhne und Töchter des Ortes
- Annecke Lange († 1572), wurde Opfer der Hexenverfolgung
- Adolf Burose (1858–1921), Flötist und Hochschullehrer in Budapest
- Jakob Goldschmidt (1882–1955), ein in Berlin wohnender deutsch-jüdischer Bankier
- Julius Goldschmidt (* 26. September 1884; † 11. Februar 1936 im Exil in Zürich), ein in Berlin wohnender deutsch-jüdischer Erfinder der ADREMA-Adressiermaschine und ein Adressiermaschinenfabrikant
- Franz Kade (1893–1987), NS-Pädagoge, Gründer der in einem Ortsteil von Idstein gelegenen Franz-Kade-Schule und später Professor für Allgemeine Didaktik an der Pädagogischen Akademie in Köln
- Inge von Wedemeyer (* 1921), Schriftstellerin und Meditationslehrerin in Darmstadt[14]

Personen, die mit dem Ort in Verbindung stehen
- Johann Daniel Baring (* 14. April 1644; † 31. Juli 1717 in Eldagsen), 1711–1717 Bürgermeister, davor 30 Jahre Stadtsekretär[15]